# Miroslav Singer
Miroslav Singer (* 14. května 1968 Praha) je český ekonom, v letech 2010–2016 guvernér České národní banky. Od roku 2017 působí jako ředitel institucionálních vztahů a hlavní ekonom společnosti Generali CEE Holding.

## Život
Vystudoval pražské gymnázium Arabská a Vysokou školu ekonomickou v Praze – obor matematické metody v ekonomii, doktorské studium absolvoval na University of Pittsburgh, kde získal titul Ph.D. Před sametovou revolucí působil v Prognostickém ústavu Československé akademie věd jako studentská pomocná vědecká síla.
Původně působil jako ředitel společnosti Expandia a v poradenské firmě PricewaterhouseCoopers ČR. Přednášel v CERGE-EI a přednáší na VŠE. S platností od 13. února 2005 byl Miroslav Singer jmenován členem bankovní rady České národní banky a jejím viceguvernérem. 18. června 2010 byl prezidentem Václavem Klausem (s účinností od 1. července 2010) jmenován guvernérem banky po odstupujícím Zdeňku Tůmovi. Singer se tehdy stavěl zdrženlivě k zavedení eura v Česku. Od července 2016 jej na tomto postu vystřídal Jiří Rusnok. Dne 24. dubna 2017 byl spolu s Marií Luisou Cicognani jmenován členem dozorčí rady Moneta Money Bank. Dne 23. května 2017 byl zvolen místopředsedou dozorčí rady Moneta Money Bank.

## Dílo
- 2017 – Jak shodit kila a oslabit korunu – Presco Group, Praha, ISBN 978-80-87034-52-1